# Henry Acquah
Henry Acquah (* 31. August 1965) ist ein ehemaliger ghanaischer Fußballspieler. Er war Stürmer.

## Laufbahn
Acquah wechselte 1989 von Hearts of Oak SC zum deutschen Zweitligisten Preußen Münster und wurde dort zum Publikumsliebling. Nach dem Abstieg der Preußen in der Saison 1990/91 spielte er mit dem Verein noch ein weiteres Jahr in der damals drittklassigen Oberliga Westfalen. Insgesamt bestritt er 43 Zweitligaspiele.
Es folgten mehrere Jahre bei unterklassigen Vereinen. So spielte Acquah in der Saison 1992/93 für den Oberligisten SpVg Marl und mit dem VfB Wissen schaffte er 1994 den Aufstieg in die Regionalliga West/Südwest. 1995 wechselte er zum Ligakonkurrenten Alemannia Aachen. 1997, nach einem Jahr beim malaysischen Verein Perlis FA, beendete Acquah zunächst seine Karriere. 1999 schloss er sich wieder in Deutschland für zwei Jahre dem VfL Hamm/Sieg an.
Henry Acquah bestritt 30 A-Länderspiele für Ghana.